# Michael Marrak
Michael Marrak (* 5. November 1965 in Weikersheim) ist ein deutscher Autor und Grafiker. Sein literarisches Werk umfasst ein breites Spektrum aus den Bereichen Science-Fiction, Horror, Fantasy, Groteske, und phantastische Literatur. Er wurde unter anderem mehrfach mit dem Kurd-Laßwitz-Preis und dem Deutschen Science Fiction Preis ausgezeichnet.

## Leben
Michael Marrak wuchs bis zu seinem zehnten Lebensjahr in Weikersheim (Tauberfranken) auf und verbrachte seine Jugend und das frühe Erwachsenenalter im Großraum Stuttgart. Von 1983 bis 1986 absolvierte er eine Ausbildung zum Großhandelskaufmann, und von 1988 bis 1991 eine weitere Ausbildung zum Grafiker. Von 1996 bis 1997 machte er eine Fortbildung im Bereich Desktop-Publishing/Screendesign, Multimedia und Trickfilm. Während er zunächst als Illustrator, Autor von Kurzgeschichten sowie Herausgeber von Magazinen und Sammelbänden tätig war, widmete er sich ab 1995 verstärkt dem Schreiben.
1980 schrieb er seine erste Geschichte und begann etwa zeitgleich mit dem Zeichnen.  Seine erste Erzählung (Die Augen von Aasac) erschien 1990 in einem Kurzgeschichtenband. Von 1993 bis 1996 brachte er sein eigenes Fanzine Zimmerit heraus, in dem er unter anderem auch eigene Erzählungen und Grafiken veröffentlichte. Zudem war er bis 1997 Herausgeber mehrerer Ausgaben des Andromeda-Magazins. 1997 veröffentlichte monochrom seinen ersten Roman Die Stadt der Klage und kurz darauf das surreale Theaterstück Weg der Engel. Gemeinsam mit Malte S. Sembten war er von 1998 bis 1999 Herausgeber der Schriftenreihe Maldoror. Im Jahr 2000 wurde sein Roman Lord Gamma veröffentlicht, sowie 2002 der Roman Imagon, basierend auf seiner Novelle Der Eistempel. 2005 erschien Morphogenesis als Ausarbeitung von Die Stadt der Klage. Seit 2006 war Marrak an der Entstehung des Massively Multiplayer Online Role-Playing Game Black Prophecy beteiligt, dessen Hintergrundgeschichte er schrieb. Im Jahr 2008 erschien sein Jugendroman Das Aion bei Ravensburger.
Als literarische Vorbilder gibt er unter anderem Iain Banks und Philip José Farmer an.
Michael Marrak lebt in Schöningen am Elm.

## Auszeichnungen
1997 erhielt Marrak den European Science Fiction Award in der Kategorie „Best Artist“. Im Jahr 1999 wurde ihm der Deutsche Science-Fiction-Preis für Die Stille nach dem Ton als beste deutsche Science-Fiction-Erzählung verliehen. Im Jahr 2000 erhielt er für seine Kurzgeschichte Widergänger den Deutschen Science-Fiction-Preis und den Deutschen Phantastik Award in der Kategorie „beste deutsche Erzählung“ sowie den Deutschen Phantastik Award für Der Agnostische Saal 2 als beste Original-Anthologie. Im Jahr 2001 wurde sein Roman Lord Gamma mit dem Kurd-Laßwitz-Preis und dem Deutschen Phantastik Preis ausgezeichnet. Im Jahr 2003 erhielt er den Kurd-Laßwitz-Preis für seinen Roman Imagon, sowie den Deutschen Phantastik Award für Numinos als beste Kurzgeschichte. 2005 wurde sein Titelbild zu Phantastisch! # 15 in der Kategorie „Beste Illustration“ im Bereich Science Fiction mit dem Kurd-Laßwitz-Preis ausgezeichnet. Seine Erzählung Coen Sloterdykes diametral levitierendes Chronoversum wurde als beste deutschsprachige SF-Erzählung für den Kurd-Laßwitz-Preis 2014 ausgewählt.
2018 wurde Marraks Werk Der Kanon mechanischer Seelen sowohl als „Bestes Buch“ mit dem Phantastik-Literaturpreis Seraph ausgezeichnet, als auch mit dem Kurd-Laßwitz-Preis für den besten Roman. 2019 erhielt er den KLP erneut. Diesmal als Grafiker für Die Reise zum Mittelpunkt der Zeit.
2020 wurde Marrak von der Gruppe monochrom ein Literaturstipendium im Wiener Museumsquartier verliehen. Sein Projekt war die Publikation des Romans Anima Ex Machina.

## Werke

### Romane
- Die Stadt der Klage. edition mono/monochrom, Stockerau, Österreich 1997, ISBN 3-9500731-0-8.
- Lord Gamma. 1. Auflage. Shayol / Alien Contact, Berlin 2000, ISBN 3-926126-07-8. (Taschenbuchausgabe bei Bastei Lübbe, Bergisch Gladbach 2002, ISBN 3-404-24301-3)
- Imagon. H. P. Lovecrafts Bibliothek des Schreckens, Band 10. 1. Auflage. Festa, Almersbach 2002, ISBN 3-9500731-0-8. (Taschenbuchausgabe bei Bastei Lübbe, Bergisch Gladbach 2004, ISBN 3-404-24325-0)
- Morphogenesis. Bastei Lübbe, Bergisch Gladbach 2005, ISBN 3-404-24339-0. (stark überarbeitete Neuversion von Die Stadt der Klage)
- Das Aion. Kinder der Sonne. Ravensburger Buchverlag, Ravensburg 2008, ISBN 978-3-473-35281-4.
- Black Prophecy – Gambit. Panini Verlag, Stuttgart 2011, ISBN 978-3-8332-2355-6.
- Epitaph. Horror Factory Band 13. Bastei Lübbe, Köln 2013, ISBN 978-3-8387-4671-5. (E-Book, Hörbuch)
- Ammonit. Horror Factory Band 16. Bastei Lübbe, Köln 2013, ISBN 978-3-8387-4999-0. (E-Book, Hörbuch)
- Der Garten des Uroboros. Amrûn Verlag, Traunstein 2019, ISBN 978-3-95869-392-0.

#### Kanon
- Der Kanon mechanischer Seelen. Amrûn Verlag, Traunstein 2018, ISBN 978-3-95869-257-2.
- Die Reise zum Mittelpunkt der Zeit. Amrûn Verlag, Traunstein 2018, ISBN 978-3-95869-377-7.
- Anima Ex Machina. edition mono/monochrom, Herausgeber: Johannes Grenzfurthner, Günther Friesinger; Wien, 2020.
- Cutter ante portas. Amrûn Verlag, Traunstein 2022, ISBN 978-3-95869-491-0.

### Sammelwerke
- Michael Marrak (Hrsg.): Foetus Deutschland. Andromeda 132 / Zimmerit 1. Edition Zimmerit / Science Fiction Club Deutschland, 1994, ISSN 0934-330X.
- Michael Marrak (Hrsg.): Monafyhr. Zimmerit 2. Edition Zimmerit, Gärtringen 1993.
- Michael Marrak (Hrsg.): Koloniegeschichten. Zimmerit 3. Edition Zimmerit, 1994, ISSN 0934-330X.
- Michael Marrak (Hrsg.): Die Judaswiege. Zimmerit 4. Edition Zimmerit, 1995, ISSN 0946-5154.
- Michael Marrak, Peter Fleissner (Hrsg.): Bonsai 6 / Zimmerit 5. Edition Zimmerit, 1995, ISSN 0946-5154.
- Michael Marrak (Hrsg.): Crypterion. Zimmerit 6. Edition Zimmerit, 1996, ISSN 0946-5154.
- Michael Marrak (Hrsg.): Grabwelt. Zimmerit 7. Edition Zimmerit, 1996, ISSN 0946-5154.
- Michael Marrak (Hrsg.): Dämon Zeit. Andromeda 139. Edition Zimmerit / Science Fiction Club Deutschland, 1997, ISSN 0934-330X.
- Michael Marrak (Hrsg.): Die Stille nach dem Ton. Alien Contact / Edition Avalon, Berlin 1998, ISBN 3-926126-03-5. (Titelbild von Zdzisław Beksiński)
- Malte S. Sembten, Michael Marrak (Hrsg.): Der agnostische Saal 1. Erzählungen. Schriftenreihe Maldoror, 1998, ISBN 3-00-002477-8.
- Michael Marrak, Malte S. Sembten (Hrsg.): Der agnostische Saal 2. Erzählungen. Schriftenreihe Maldoror, 1999, ISBN 3-9806683-0-4.
- Michael Marrak, Karsten Kruschel (Hrsg.): Armageddon mon amour. Fünf Visionen vom Ende. Schriftenreihe Maldoror, Kalefeld 2012.

### Erzählungen und Kurzgeschichten (Auswahl)
- Michael Marrak: Die Augen von Aasac. In: Armin Würfl (Hrsg.): Erzählungen der Phantastischen Literatur. VPN Magazin zur Phantastik 10. M & W Verlag, 1990, ISBN 3-9802076-1-7, ISSN 0935-6924.
- Michael Marrak, Gerhard Junker: Neues aus dem Irrhain. In: Jörg Martin Munsonius (Hrsg.): Pfade ins Phantastische. EDFC Fantasia, Passau 1996, ISBN 3-924443-83-1.
- Michael Marrak: Quo vadis, Armageddon? In: Franz Rottensteiner (Hrsg.): Ablaufdatum 31.12.2000 - Die Prophezeiungs-Falle. Aarachne Verlag, Wien 1999, ISBN 3-85255-042-4 (epilog.de (Memento vom 27. August 2014 im Internet Archive)).
- Michael Marrak: Numinos. In: David Kenlock (Hrsg.): Alte Götter sterben nicht. Unheimliche Geschichten. Scherz Verlag, 2002, ISBN 3-502-51876-9.
- Michael Marrak: Relicon. In: Helmuth W. Mommers (Hrsg.): Der Atem Gottes. und andere Visionen 2004. Shayol, Berlin 2004, ISBN 3-926126-42-6.
- Michael Marrak: Die Ausgesetzten. In: Andreas Eschbach (Hrsg.): Eine Trillion Euro. Bastei-Lübbe, Bergisch Gladbach 2004, ISBN 3-404-24326-9 (epilog.de (Memento vom 27. August 2014 im Internet Archive)).
- Michael Marrak: Endemion. In: Patrick J. Grieser (Hrsg.): Arkham - Ein Reiseführer. Basilisk Verlag, 2006, ISBN 3-935706-24-3.
- Michael Marrak: Das Königreich der Tränen. In: Uwe Post (Hrsg.): 2012 T minus Null. Eine Sammlung von Weltuntergängen. phantastic episodes VII. Begedia-Verlag, Mülheim an der Ruhr 2012, ISBN 978-3-943795-17-2.
- Michael Marrak: Der Kanon mechanischer Seelen. In: Olaf G. Hilscher, Michael K. Iwoleit (Hrsg.): Nova 20. Nova Verlag, 2012, ISSN 1864-2829.
- Michael Marrak: Coen Sloterdykes diametral levitierendes Chronoversum. In: Olaf G. Hilscher, Michael K. Iwoleit (Hrsg.): Nova 21. Nova Verlag, 2013, ISSN 1864-2829.
- Michael Marrak: Der mechanische Dybbuk. In: Olaf G. Hilscher, Michael K. Iwoleit (Hrsg.): Nova 22. Nova Verlag, 2013, ISSN 1864-2829.
- Das Lied der Wind-Auguren, in Nova 23, herausgegeben von Olaf G. Hilscher und Michael K. Iwoleit, Nova Verlag, Bad Zwesten 2015. ISBN 978-3-95869-031-8

### Theaterstücke
- mit Gerhard Junker: Am Ende der Beißzeit. Ein Theaterstück für die phantastische Bühne. Zimmerit 9. Edition Zimmerit, 1997, ISSN 0946-5154.
- mit Agus Chuadar: Der Weg der Engel. Ein Theaterstück für die phantastische Bühne. Band 2. edition mono/monochrom, Stockerau, Österreich 1998, ISBN 3-9500731-1-6.

### Sonstige Veröffentlichungen
- Visionen einer Innenwelt. Ein Interview mit HR Giger. Space (Magazin), Ausgabe 3, 1989 (Online-Veröffentlichung am 20. Mai 2014 auf SF-Fan.de).
- Free Jazzolation. Ein surreales Gespräch von Johannes Grenzfurthner, Agus Chuadar und Michael Marrak in monochrom #8-10, 1998 (Seite 162).